# Lago Posadas
Lago Posadas, anciennement nommée Hipólito Yrigoyen avant 2014, est une localité rurale argentine située dans le département de Río Chico, dans la province de Santa Cruz.

## Géographie
Lago Posadas est située à 7 km du lac Posadas et à 22 km du lac Pueyrredón. Elle se trouve au pied du plateau d'El Águila, à 182 mètres d'altitude, dans la vallée transversale traversée par le río Tarde. Elle est située à 175 km au sud de Perito Moreno, à 73 km de la route nationale 40, et à 330 km du chef-lieu du département, Gobernador Gregores.

## Démographie
La localité compte 266 habitants (Indec, 2010), soit une augmentation de 55 % par rapport au précédent recensement de 2001 qui comptait 171 habitants.

## Histoire
L'origine de la localité remonte aux années 1920, lorsque la ville actuelle a progressivement émergé autour de l'ancienne partie de l'estancia « Posadas » et de son épicerie, appartenant à l'éleveur González Pedroso, qui a fait don à la province d'un bâtiment qui servait de dortoir pour les ouvriers afin d'y installer une école à domicile. La ville a été officiellement fondée en 1959 sous le nom de Hipólito Yrigoyen.
Les premiers colons sont arrivés dans la région de Hipolito Yrigoyen au début du XXe siècle, s'installant dans de grands ranchs bovins dédiés principalement à l'élevage de moutons. Étant donné qu'elle n'est située qu'à quelques kilomètres de la frontière avec le Chili, la vallée connaissait un important mouvement de personnes et de marchandises. Lago Posadas était une étape obligatoire sur la route des muletiers qui transportaient leurs animaux et leurs ballots de laine vers les villes de l'Atlantique. Aujourd'hui encore, les anciens hôtels et entrepôts qui abritaient et nourrissaient les voyageurs de l'époque sont toujours debout.